# 瓜拉科
瓜拉科（西班牙語：Gualaco），是洪都拉斯的城鎮，位於該國西部，由奧科特佩克省負責管轄，始建於1791年，面積2,363.45平方公里，海拔高度666米，2001年人口17,271，人口密度每平方公里7.31人。
15°3′N 86°3′W / 15.050°N 86.050°W